# Mangetandet dværgspækhugger
Mangetandet dværgspækhugger (Peponocephala electra) er en lille, sky hval i delfinfamilien, der er vidt udbredt i tropiske og subtropiske havområder over hele jorden. Den ligner meget dværgspækhugger, men har et mere tilspidset hoved og lange spidse luffer. Den har desuden mellem 84 og 100 tænder, hvilket er omkring dobbelt så mange som dværgspækhuggeren. Den lever af blæksprutter og fisk. Mangetandet dværgspækhugger menes lokalt at være ret almindelig (bl.a. i det østlige Stillehav), og den samlede bestand er mindst på 50.000 individer. Det er den eneste art i slægten Peponocephala.